# Prokariotski elongacioni faktor
Kod prokariota, su neophodna tri elengaciona faktora za translaciju: EF-Tu, EF-Ts, and EF-G.
- EF-Tu (termo nestabilni elongacioni faktor) posreduje ulaz aminoacil tRNK u slobodno mesto ribozoma.
- EF-Ts služi kao guaninski faktor razmene nukleotida za EF-Tu, tako što katalizuje GDP otpuštanje sa EF-Tu.
- EF-G katalizuje translokaciju tRNK i iRNK niz ribozom na kraju svakog kruga polipeptidne elongacije.

## Spoljašnje veze
- Peptide+Elongation+Factor+G на 
- Peptide+Elongation+Factor+Tu на 